# (533205) 2014 DD143
(533205) 2014 DD143 est un cubewano d'un diamètre estimé à 267 km.